# Koothappar
Koothappar là một thị xã panchayat của quận Tiruchirappalli thuộc bang Tamil Nadu, Ấn Độ.

## Nhân khẩu
Theo điều tra dân số năm 2001 của Ấn Độ, Koothappar có dân số 17.061 người. Phái nam chiếm 50% tổng số dân và phái nữ chiếm 50%. Koothappar có tỷ lệ 87% biết đọc biết viết, cao hơn tỷ lệ trung bình toàn quốc là 59,5%: tỷ lệ cho phái nam là 91%, và tỷ lệ cho phái nữ là 84%. Tại Koothappar, 7% dân số nhỏ hơn 6 tuổi.